# Цимарино (Кјети)
Цимарино је насеље у Италији у округу Кјети, региону Абруцо.
Према процени из 2011. у насељу је живело 23 становника. Насеље се налази на надморској висини од 74 м.